# Obserwatorium Astronomiczne Bełogradczik
Obserwatorium Astronomiczne Bełogradczik (bułg. Белоградчишка обсерватория) – obserwatorium astronomiczne w Bułgarii, w miejscowości Bełogradczik, na wysokości 650 m n.p.m. Należy do Instytutu Astronomii Bułgarskiej Akademii Nauk.

## Historia
Obserwatorium powstało w 1961 roku z inicjatywy miejscowego nauczyciela fizyki Christo Kostowa, stając się wówczas pierwszym w Bułgarii szkolnym obserwatorium. W latach 70. XX wieku z obserwatorium korzystała Bułgarska Akademia Nauk w celu monitorowania sztucznych satelitów Ziemi, a w 1976 roku instytut ten przejął całkowicie działalność obiektu.

## Instrumenty naukowe
Początkowo obserwatorium korzystało z 15-centymetrowego teleskopu typu Cassegraina. W 1969 roku umieszczono w 6-metrowej kopule 60-centymetrowy teleskop typu Cassegraina, z którego korzysta się do dziś. W 1994 roku dostawiono trzeci teleskop 14-calowy typu Schmidta-Cassegraina.